# Parque de Las Mesas

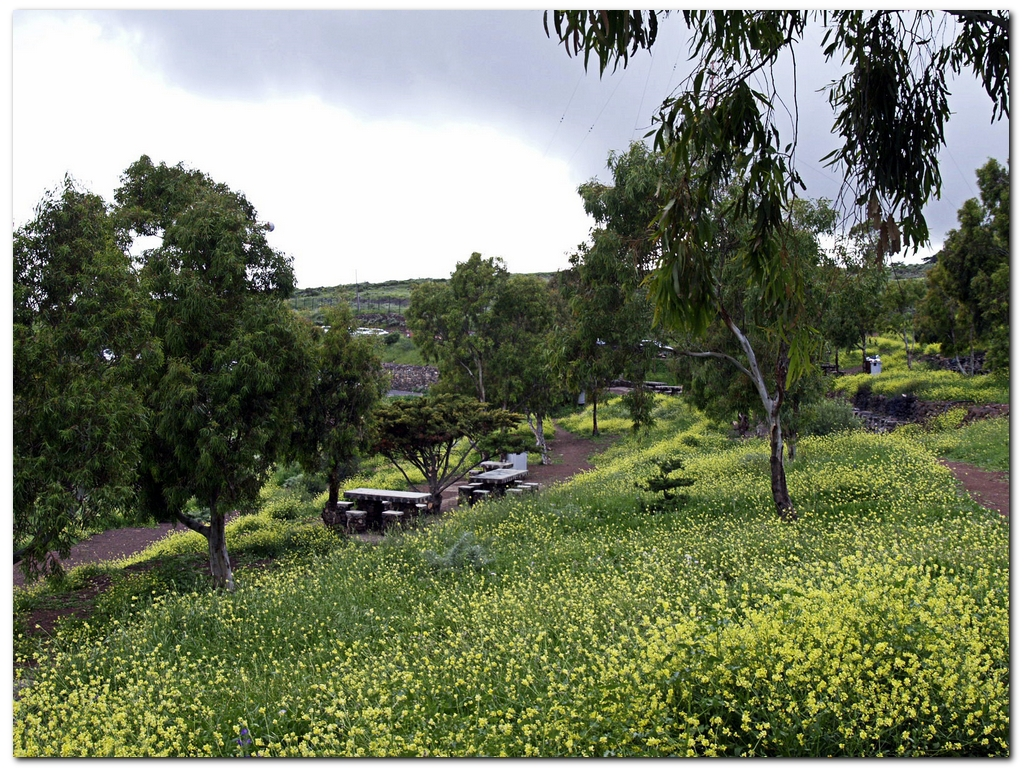
Parque de Las Mesas.

El Parque de Las Mesas es un parque público ubicado en el municipio de Santa Cruz de Tenerife, en las afueras del núcleo urbano. Ocupa una parte de la montaña de Las Mesas, en el Suroeste del macizo de Anaga. Es, por superficie, el mayor parque público de la ciudad. 
Se accede a él por la carretera de Los Campitos (TF-111), una vez superados los barrios de Ifara y Los Campitos. En este parque se encuentran también las instalaciones técnicas de Radio Nacional de España.
Este parque se encuentra cerrado al público y en estado de abandono desde 2009.